# 안병석 (군인)
안병석(安炳錫 , 1967년 7월 23일 ~)는 대한민국의 군인이다. 제30대 한미연합군사령부 부사령관(2022~2023)을 지냈다.

## 학력
- 부산동성고등학교
- 육군사관학교

## 경력
- 제30기계화보병사단 제90기계화보병여단 제116기계화보병대대장
- 제20기계화보병사단 제60기계화보병여단장
- 제20기계화보병사단 참모장
- 육군본부 정보작전참모부 작전과장
- 제7기동군단 작전참모
- 제6군단 참모장
- 국방부 전투준비태세검열단 부단장
- 제9보병사단장[1]
- 육군본부 정보작전참모부장
- 1군단장[2]
- 육군참모차장[3]
- 한미연합사 부사령관[4][5][6][7]
- 평택대학교 대학원 국가안보학과 특임교수
- 사단법인 밀리테크협회 자문위원